# 545839 Hernanletelier
545839 Hernanletelier este o planetă minoră (asteroid) din centura de asteroizi. A fost descoperită pe 21 septembrie 2011 la  de  și a fost numită după Hernán Rivera Letelier⁠(d). 
Obiectul prezintă o orbită caracterizată de o semiaxă mare de 2,7541386555316 UAi, o excentricitate de 0,19062925074596, o înclinație de 8,4213391271495 ° în raport cu ecliptica.